# 劉光文 (嘉靖進士)
劉光文（1507年—？），字繼純，號亦齋，四川承宣布政使司保寧府閬中縣（今四川南充市閬中市）人，明朝政治人物。

## 生平
嘉靖十年辛卯科四川鄉試第四十一名舉人。嘉靖十一年壬辰科第三甲第一百零四名進士。觀兵部政，授行人，升兵部主事、员外郎，二十三年正月升湖广按察司佥事，後復補河南佥事，升陕西布政司右參議，後致仕歸鄉。

## 家庭
曾祖劉詵，祖劉芬，父劉漳，嫡母蒲氏，生母程氏。
兄弟：劉光輝，嘉靖七年（1528年）舉人；劉光裕，嘉靖十三年（1534年）舉人。
子：劉元錫。